# SN 2012bj
SN 2012bj – supernowa typu Ia pec, odkryta 15 marca 2012 roku w galaktyce A084332+3200. W momencie odkrycia, miała maksymalną jasność 20m.